# Rino Piscitello
Rino Piscitello (Palermo, 14 settembre 1960) è un politico italiano.

## Biografia
Figlio del parlamentare nazionale del PCI Antonino Piscitello (1926-1978), si accosta alla politica aderendo prima al Partito di Unità Proletaria per il Comunismo e al suo scioglimento, nel 1984, a Democrazia Proletaria, da cui poi si allontana per aderire a La Rete. 
Viene eletto nel 1992 deputato con questo partito nella XI legislatura e nel 1996 nella XIII Legislatura. 
Nel 2001 viene rieletto alla Camera dei deputati con La Margherita.
Nelle elezioni politiche 2006 viene riconfermato con L'Ulivo nella circoscrizione Sicilia 2. Il 4 maggio viene nominato Segretario di presidenza della Camera. Inoltre è membro della Giunta per le elezioni e delle commissioni Affari esteri e Difesa, oltre che del Comitato per gli affari del personale.
Nella XV Legislatura ha presentato le seguenti proposte di legge (nessuna delle quali ha iniziato l'iter parlamentare):
- Modifica all'articolo 27 della Costituzione concernente l'abolizione della pena di morte
- Concessione di un contributo annuo dello Stato all'Istituto internazionale del papiro di Siracusa
- Disposizioni in materia di protezione umanitaria e di diritto di asilo
- Istituzione della Giornata nazionale del Braille
- Modifiche alla legge 5 febbraio 1992, n. 91, e altre norme in materia di cittadinanza
- Disposizioni in materia di giustizia tributaria
- Istituzione di una casa da gioco nel comune di Taormina
- Norme per l'istituzione e la gestione di case da gioco sul territorio italiano ai fini della regolamentazione del gioco d'azzardo
- Interventi in favore dei cittadini italiani militari e civili deportati e costretti al lavoro coatto nei territori del Terzo Reich.

Terminato il mandato parlamentare nel 2008, ha aderito al Movimento per l'Autonomia di Raffaele Lombardo e nel 2015 al movimento Sicilia Nazione, fondato da Gaetano Armao, che poi confluirà nell'Unione dei Siciliani.